# Abadía territorial
Una abadía territorial (en latín: Abbatia territorialis) es una Iglesia particular que según el Código de Derecho Canónico de la Iglesia católica es «una determinada porción del pueblo de Dios, delimitada territorialmente, cuya atención se encomienda por especiales circunstancias, [...] a un prelado o a un abad, que la rige como su pastor propio, del mismo modo que un obispo diocesano» (canon 370).
Llamada antiguamente abadía nullius (de nullius diocesis), la abadía territorial tiene una autonomía jurisdiccional parecida a la de una diócesis, y la ejerce sobre un territorio específico más extendido que el de la propia abadía. El abad tiene la autoridad y el poder de un obispo ordinario, y tiene rango de prelado aunque no necesariamente haya sido consagrado como obispo.
De las 11 abadías territoriales que existen en junio de 2021, solamente la abadía territorial de Tokwon se encuentra fuera de Europa y solo la de Santa María de Grottaferrata no es de rito latino.

## Abadías territoriales en Italia
- Abadía territorial de Monte Oliveto Maggiore.
- Abadía territorial de Montecassino.
- Abadía territorial de Montevergine, sufragánea de la arquidiócesis de Benevento.
- Abadía territorial de Santa María de Grottaferrata (rito bizantino ítalo-albanés).
- Abadía de la Santísima Trinidad de Cava de' Tirreni, sufragánea de la arquidiócesis de Salerno-Campagna-Acerno.
- Abadía territorial de Subiaco

## Abadías territoriales fuera de Italia
- Abadía territorial de María de Einsiedeln, en Suiza.
- Abadía territorial de Pannonhalma, en Hungría.
- Abadía territorial de Saint-Maurice, en Suiza.
- Abadía territorial de Tŏkwon, en Corea del Norte
- Abadía territorial de Wettingen-Mehrerau, en Austria.